# Icarus (cráter)

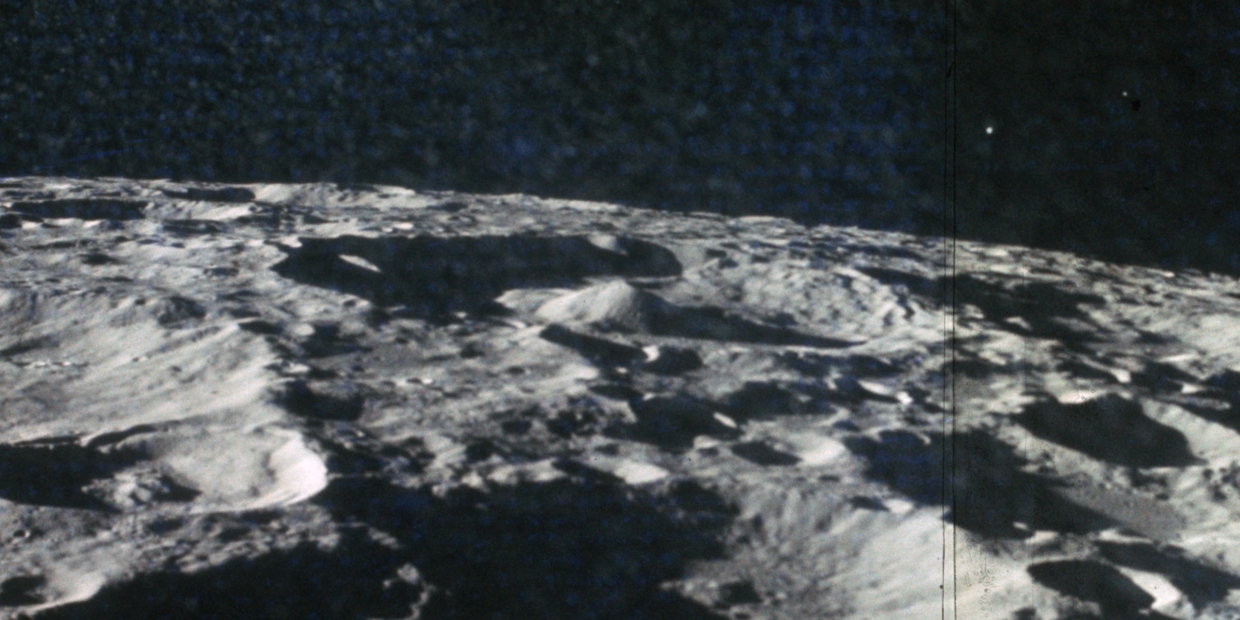
Vista oblicua desde Apolo 17

Icarus es un cráter de impacto que se encuentra en la cara oculta de la Luna. Está situado al oeste de la enorme planicie amurallada del cráter Korolev, y a menos de dos diámetros al este del cráter Daedalus. Al sur de Icarus se encuentra el cráter Amici, más pequeño.
|  |  |

Icarus tiene un borde desgastado y una pared interior relativamente ancha. Un pequeño cráter atraviesa el brocal en su lado sur, y presenta un ligero abultamiento hacia el exterior en su lado suroeste. Presenta un pico central desproporcionadamente alto, ubicado cerca del punto medio del cráter. Esta elevación, más alta que el borde exterior, es inusual; la mayoría de los picos miden solo la mitad de la profundidad del cráter. El resto del suelo es relativamente plano en la mitad oriental y ligeramente más irregular al oeste.

## Cráteres satélite
Por convención estos elementos son identificados en los mapas lunares poniendo la letra en el lado del punto medio del cráter que está más cerca de Icarus.
|        | \| Icarus \| Coordenadas \| Diámetro \| \| ------ \| ------------------------------ \| -------- \| \| D \| 4°18′S 171°12′O / -4.3, -171.2 \| 68 km \| \| E \| 5°12′S 168°48′O / -5.2, -168.8 \| 12 km \| \| H \| 7°48′S 169°24′O / -7.8, -169.4 \| 32 km \| \| J \| 7°18′S 170°54′O / -7.3, -170.9 \| 32 km \| \| Q \| 7°48′S 176°12′O / -7.8, -176.2 \| 41 km \| \| V \| 3°54′S 176°00′O / -3.9, -176.0 \| 36 km \| \| X \| 2°12′S 175°30′O / -2.2, -175.5 \| 43 km \| |          |
| Icarus | Coordenadas | Diámetro |
| D      | 4°18′S 171°12′O / -4.3, -171.2 | 68 km    |
| E      | 5°12′S 168°48′O / -5.2, -168.8 | 12 km    |
| H      | 7°48′S 169°24′O / -7.8, -169.4 | 32 km    |
| J      | 7°18′S 170°54′O / -7.3, -170.9 | 32 km    |
| Q      | 7°48′S 176°12′O / -7.8, -176.2 | 41 km    |
| V      | 3°54′S 176°00′O / -3.9, -176.0 | 36 km    |
| X      | 2°12′S 175°30′O / -2.2, -175.5 | 43 km    |